# Kasper Leick
Kasper Leick (* 26. November 1968) ist ein dänischer Filmeditor.

## Leben
Kaspar Leick war seit Ende der 1980er Jahre als Schnittassistenz an der Entstehung von Filmen wie Lykken er en underlig fisk, Der Feind im Inneren und Das Geisterhaus beteiligt, mehrfach als Assistent von Janus Billeskov Jansen. Leick studierte von 1993 bis 1997 Filmschnitt an der Den Danske Filmskole. Seit 1997 übernahm er als hauptverantwortlicher Filmeditor den Schnitt von Filmen wie Fluerne på væggen, Der verlorene Schatz der Tempelritter, Fightgirl Ayşe, Terribly Happy, Die Königin und der Leibarzt, Darkland und Astrid.
Seine Arbeiten brachten ihm mehrfach eine Nominierung für den Filmpreis Robert für den besten Schnitt ein, so 2001 für Dykkerne, 2006 für Fluerne på væggen, 2009 für Terribly Happy, 2013 für Die Königin und der Leibarzt (gemeinsam mit Mikkel E.G. Nielsen), 2013 für Undskyld jeg forstyrrer, 2018 für Darkland und 2024 für Darkland – The Return.

## Filmografie (Auswahl)
- 1998: Skyggen
- 1999: Morten Korch – Ved stillebækken (Fernsehserie, 1 Episode)
- 1999: Bornholms stemme
- 2000: Dykkerne
- 2000: Miracle – Ein Engel für Dennis P. (Mirakel)
- 2001: Das Juwel der Wüste (Ørkenens juvel)
- 2001: Et rigtigt menneske
- 2001: Null Bock auf Landluft (Send mere slik)
- 2002: Drengene fra Vollsmose
- 2002: Himmelfall
- 2003: Alt, neu, geliehen & blau (Se til venstre, der er en svensker)
- 2003: Anja efter Viktor
- 2003: Med ret til at dræbe (Dokumentarfilm)
- 2004: Villa paranoia
- 2004: Forsvar (Fernsehserie, 1 Episode)
- 2005: Opbrud
- 2005: Veninder
- 2005: Fluerne på væggen
- 2006: Krøniken (Fernsehserie, 1 Episode)
- 2006: Der verlorene Schatz der Tempelritter (Tempelriddernes skat)
- 2007: Cecilie
- 2007: Danni (Miniserie, 4 Episoden)
- 2007: Forestillinger (Miniserie, 6 Episoden)
- 2007: Fightgirl Ayşe (Fighter)
- 2008: Terribly Happy (Frygtelig lykkelig)
- 2009: Tod eines Immobilienmaklers (Sorte kugler)
- 2011: Simon (Simon och ekarna)
- 2012: Undskyld jeg forstyrrer
- 2012: Die Königin und der Leibarzt (En kongelig affære)
- 2012: Kommissarin Lund – Das Verbrechen (Forbrydelsen, Fernsehserie, 1 Episode)
- 2013: Miraklet
- 2012, 2022: Borgen – Gefährliche Seilschaften (Borgen, Fernsehserie, 3 Episoden)
- 2014: Die Erbschaft (Arvingerne, Fernsehserie, 4 Episoden)
- 2014: Ekstra Bladet: Uden for citat (Dokumentarfilm)
- 2014: Mein genetisches Ich (Genetic Me, Dokumentarfilm)
- 2015: Comeback
- 2016: Tordenskjold & Kold
- 2017: Darkland (Underverden)
- 2017: Den anden side (Dokumentarfilm)
- 2017: Gud taler ud
- 2018: Astrid (Unga Astrid)
- 2019: Hacker – Die Zeus-Verschwörung (Hacker)
- 2019: Walhalla – Die Legende von Thor (Valhalla)
- 2020: Scandinavian Star (Dokumentarserie, 6 Episoden)
- 2020: Julefeber (Fernsehserie, 3 Episoden)
- 2020: Equinox (Fernsehserie, 1 Episode)
- 2021: Children of the Enemy (Dokumentarfilm)
- 2022: Elvira (Fernsehserie, 1 Episode)
- 2023: Mr. Freeman
- 2023: Carmen Curlers (Fernsehserie, 1 Episode)
- 2023: Darkland – The Return (Underverden II)
- 2024: Velkommen til frontlinjen (Dokumentarserie, 6 Episoden)